# クリアウォーター郡 (ミネソタ州)

ミネソタ州内の位置

クリアウォーター郡（Clearwater County）は、アメリカ合衆国ミネソタ州に位置する郡である。人口は8,423人（2000年）である。郡庁所在地はBagleyである。Red Lake 及び White Earth インディアン居留地の一部はこの郡内に広がっている。

## 地理
アメリカ合衆国統計局によると、この郡は総面積2,667 km2 (1,030 mi2) である。このうち2,576 km2 (995 mi2) が陸地で91 km2 (35 mi2) が水地域である。総面積の3.41%が水地域となっている。

### 隣接する郡
- ベルトラミー郡  (北東)
- ハバード郡  (南東)
- ベッカー郡  (南)
- マノウメン郡  (南西)
- ポーク郡  (北西)
- ペニントン郡  (北西)

## 人口動勢
2000年国勢調査で、この郡は人口8,423人、3,330世帯、及び2,287家族が暮らしている。人口密度は3/km2 (8/mi2) である。2/km2 (4/mi2) の平均的な密度に4,114軒の住宅が建っている。この都市の人種的な構成は白人89.26%、アフリカン・アメリカン0.19%、先住民8.58%、アジア0.25%、太平洋諸島系0.01%、その他の人種0.24%、及び混血1.47%である。ここの人口の0.77%はヒスパニックまたはラテン系である。
この郡内の住民は26.00%が18歳未満の未成年、18歳以上24歳以下が7.60%、25歳以上44歳以下が24.60%、45歳以上64歳以下が24.30%、及び65歳以上が17.50%にわたっている。中央値年齢は40歳である。女性100人ごとに対して男性は101.10人である。18歳以上の女性100人ごとに対して男性は100.30人である。
この郡内の世帯ごとの平均的な収入は30,517米ドルであり、家族ごとの平均的な収入は39,698米ドルである。男性は29,338米ドルに対して女性は20,417米ドルの平均的な収入がある。この郡の一人当たりの収入 (per capita income) は15,694米ドルである。人口の15.10%及び家族の11.00%は貧困線以下である。全人口のうち18歳未満の18.90%及び65歳以上の18.20%は貧困線以下の生活を送っている。

## 都市及び町

### 都市
- Bagley
- クリアーブルック
- Gonvick
- レオナルド
- Shevlin

### 郡区
- ベアークリーク郡区
- Clover Township
- Copley Township
- Dudley Township
- エディー郡区
- フォーク郡区
- Greenwood Township
- Hangaard Township
- Holst Township
- イタスカ郡区
- La Prairie Township
- Leon Township
- Minerva Township
- ムースクリーク郡区
- Nora Township
- Pine Lake Township
- Popple Township
- ライス郡区
- Shevlin Township
- Sinclair Township
- Winsor Township

### 組織されていない
- サウスクリアウォーター
- ノースクリアウォーター
- Rice Lake CDP